# Kolonia Bujnice
Kolonia Bujnice (do 31 grudnia 2016 Bujnice-Kolonia)  – wieś w Polsce położona w województwie łódzkim, w powiecie piotrkowskim, w gminie Gorzkowice.
W latach 1975–1998 miejscowość administracyjnie należała do województwa piotrkowskiego.